# Viby (Aarhus Kommune)
Viby ist eine ehemals selbstständige Stadt in Dänemark. Sie liegt an der südwestlichen Peripherie von Aarhus. Viby hat rund 30.000 Einwohner. Bis 1970 gehörte sie zur Harde Ning Herred im damaligen Århus Amt, danach zur Aarhus Kommune im „neuen“ Århus Amt, die heute – durch die Kommunalreform zum 1. Januar 2007 unverändert – zur Region Midtjylland gehört.

## Wirtschaft
Viby ist Sitz des weltweit agierenden schwedisch-dänischen Molkereikonzerns Arla. Bis 2020 war es Sitz von Jyllands-Posten, der größten dänischen Tageszeitung.

## Geschichte
Im Wikingerzeitalter und im frühen Mittelalter gab es möglicherweise eine königliche Residenz in Viby. Ende des 11. Jahrhunderts wurde die Viby-Kirche fertiggestellt. 1884 wurde Viby eine Eisenbahnstadt.
In den 1960er Jahren begannen in Viby große Stadterweiterungsprojekte, die von der Århus Stiftstidende geplant wurden. Ziel war es, die Einwohnerzahl von 16.000 auf 50.000 erhöhen. Dabei wurde die Infrastruktur modernisiert, Industrie angesiedelt, das Stadtzentrum aufgefrischt, zwei weitere Schulen eingerichtet und rund 1800 neue Wohnungen gebaut. Im Jahre 1970 wurde das Einkaufszentrum Viby Centret fertiggestellt.

## Sehenswürdigkeiten
- Ravnsbjergkirken, ein 1976 von dem dänischen Architekturbüro C.F. Møllers Tegnestue errichteter Ziegelbau, mit einem Taufstein aus Granit des dänischen Bildhauers Erik Heide (* 1934) und einer Orgel von Marcussen & Søn
- Viby-Kirche, romanische Saalkirche, gegründet im 12. Jahrhundert, im 17. und 18. Jahrhundert erweitert und umgebaut

## Persönlichkeiten
- Rasmus Gemke (* 1997), Badmintonspieler